# Işıl Öz
Işıl Öz (12 d'abril de 1998) és una jugadora de voleibol turca. Öz va iniciar la seva carrera a Galatasaray i després va jugar pel Seramiksan. Des del 2018 juga al Çanakkale Belediyespor i la selecció de Turquia.